# French Open-mesterskabet i damedouble 2022
French Open-mesterskabet i damedouble 2022 var den 105. turnering om French Open-mesterskabet i damedouble. Turneringen var en del af French Open 2022 og blev spillet i Stade Roland Garros i Paris, Frankrig i perioden 25. maj - 5. juni 2022.
Mesterskabet blev vundet af Caroline Garcia og Kristina Mladenovic, som i finalen besejrede Cori Gauff og Jessica Pegula, der var seedet som nr. 8, med 2-6, 6-3, 6-2 på en time og 44 minutter. Det var tredje gang i løbet af mesterskabet, at det franske wildcard-par kæmpede sig tilbage efter at have tabt første sæt. Garcia og Mladenovic vandt dermed deres anden grand slam-titel i damedouble, eftersom de tidligere havde vundet Frech Open i 2016. Mladenovic vandt French Open-mesterskabet i damesingle for fjerde gang, da hun også havde vundet titlen i 2019 og 2020 med Tímea Babos som makker. Det var endvidere hendes sjette grand slam-titel i damedouble i karrieren, eftersom hun fra tidligere også havde to Australian Open-titler med Tímea Babos, og det var hendes niende grand slam-titel i alt i karrieren, når man medregner hendes tre mixed double-titler.
Jessica Pegula var i den første grand slam-finale i sin karriere, mens Cori Gauff var i sin tredje grand slam-finale. Dagen før doublefinalen havde hun tabt singlefinalen til Iga Świątek, og året før tabte hun US Open-finalen i damedouble med Catherine McNally som makker.
Barbora Krejčíková og Kateřina Siniaková var forsvarende mestre med blev forhindret i at forsvare titlen, da Krejčíková testede positiv for COVID-19 inden parrets første kamp. Det medførte desuden, at Elise Mertens efter turneringen overtog førstepladsen på WTA's verdensrangliste i double fra Siniaková.
Tidligere på året havde Rusland, støttet af Hviderusland, invaderet Ukraine, hvilket medførte at tennissportens styrende organer, International Tennis Federation, ATP Tour, WTA Tour og de fire grand slam-turneringer, besluttede, at russiske og hviderussiske spillere fortsat kunne deltage i individuelle turneringer, dog uden angivelse af nationale symboler. Derfor deltog spillerne fra disse to lande i mesterskabet under neutralt flag.

## Pengepræmier og ranglistepoint
Den samlede præmiesum til spillerne i damedouble androg € 2.712.000 (ekskl. per diem), hvilket var en stigning på 65,8 % i forhold til året før, hvor turneringen dog blev afviklet under særlige omstændigheder på grund af COVID-19-pandemien.
| Resultat (antal par)   | Pengepræmier | Pengepræmier | Ændring ift. 2021 | WTA-point |
| Resultat (antal par)   | Pr. par      | Total        | Ændring ift. 2021 | WTA-point |
| ---------------------- | ------------ | ------------ | ----------------- | --------- |
| Vindere (1)            | € 580.000    | € 580.000    | +137,4 %          | 2.000     |
| Finalister (1)         | € 290.000    | € 290.000    | +101,3 %          | 1.300     |
| Semifinalister (2)     | € 146.000    | € 292.000    | +72,3 %           | 780       |
| Kvartfinalister (4)    | € 79.500     | € 318.000    | +59,5 %           | 430       |
| Tabere i 3. runde (8)  | € 42.000     | € 336.000    | +43,2 %           | 240       |
| Tabere i 2. runde (16) | € 25.000     | € 400.000    | +44,9 %           | 130       |
| Tabere i 1. runde (32) | € 15.500     | € 496.000    | +34,8 %           | 0         |
| Samlet præmiesum       | -            | € 2.712.000  | +65,8 %           | -         |

## Turnering

### Deltagere
Turneringen havde deltagelse af 64 par, der var fordelt på:
- 57 direkte kvalificerede par i form af deres ranglisteplacering.
- 7 par, der havde modtaget et wildcard.

#### Seedede par
De 16 bedst placerede af parrene på WTA's verdensrangliste blev seedet:
| Seedning | Rangering | Rangering | Spillere                              | Resultat        |
| Seedning | Sum       | Ind.      | Spillere                              | Resultat        |
| -------- | --------- | --------- | ------------------------------------- | --------------- |
| 1        | 4         | 3 1       | Barbora Krejčíková Kateřina Siniaková | Meldte afbud    |
| 2        | 6         | 4 2       | Veronika Kudermetova Elise Mertens    | Tredje runde    |
| 3        | 21        | 6 15      | Gabriela Dabrowski Giuliana Olmos     | Tredje runde    |
| 4        | 23        | 18 5      | Catherine McNally Zhang Shuai         | Tredje runde    |
| 5        | 26        | 12 14     | Desirae Krawczyk Demi Schuurs         | Anden runde     |
| 6        | 34        | 23 11     | Alexa Guarachi Andreja Klepač         | Første runde    |
| 7        | 37        | 21 16     | Caroline Dolehide Storm Sanders       | Anden runde     |
| 8        | 41        | 10 31     | Cori Gauff Jessica Pegula             | Finalister      |
| 9        | 45        | 37 8      | Asia Muhammad Ena Shibahara           | Tredje runde    |
| 10       | 47        | 19 28     | Lucie Hradecká Sania Mirza            | Tredje runde    |
| 11       | 53        | 9 44      | Shuko Aoyama Chan Hao-Ching           | Første runde    |
| 12       | 54        | 20 34     | Anna Danilina Beatriz Haddad Maia     | Anden runde     |
| 13       | 59        | 33 26     | Xu Yifan Yang Zhaoxuan                | Kvartfinalister |
| 14       | 62        | 32 30     | Ljudmyla Kitjenok Jeļena Ostapenko    | Semifinalister  |
| 15       | 66        | 27 39     | Magda Linette Bernarda Pera           | Første runde    |
| 16       | 78        | 29 49     | Nicole Melichar-Martinez Ellen Perez  | Første runde    |

#### Wildcards
Syv par modtog et wildcard til turneringen.
| Par                                      | Resultat     |
| ---------------------------------------- | ------------ |
| Tessah Andrianjafitrimo Océane Dodin     | Første runde |
| Clara Burel Chloé Paquet                 | Første runde |
| Estelle Cascino Jessika Ponchet          | Første runde |
| Olivia Gadecki Charlotte Kempenaers-Pocz | Første runde |
| Caroline Garcia Kristina Mladenovic      | Mestre       |
| Elsa Jacquemot Selena Janicijevic        | Første runde |
| Elixane Lechemia Harmony Tan             | Første runde |

### Resultater

#### Kvartfinaler, semifinaler og finale
| Anna Bondár  |
| Greet Minnen |

| Cori Gauff     |
| Jessica Pegula |

| Cori Gauff     |
| Jessica Pegula |

| Marta Kostjuk       |
| Elena-Gabriela Ruse |

| Madison Keys    |
| Taylor Townsend |

| Madison Keys    |
| Taylor Townsend |

| Cori Gauff     |
| Jessica Pegula |

| Maryna Zanevska      |
| Kimberley Zimmermann |

| Caroline Garcia     |
| Kristina Mladenovic |

| Ljudmyla Kitjenok |
| Jeļena Ostapenko  |

| Ljudmyla Kitjenok |
| Jeļena Ostapenko  |

| Caroline Garcia     |
| Kristina Mladenovic |

| Caroline Garcia     |
| Kristina Mladenovic |

| Xu Yifan      |
| Yang Zhaoxuan |

#### Første, anden og tredje runde
| Anna-Lena Friedsam |
| Tatjana Maria      |

| Dalma Gálfi     |
| Anna Kalinskaja |

| Dalma Gálfi     |
| Anna Kalinskaja |

| Anna Bondár  |
| Greet Minnen |

| Anna Bondár  |
| Greet Minnen |

| Alizé Cornet |
| Diane Parry  |

| Anna Bondár  |
| Greet Minnen |

| Varvara Gratjeva    |
| Oksana Kalasjnikova |

| Alicja Rosolska |
| Erin Routliffe  |

| Kaitlyn Christian |
| Lidzija Marozava  |

| Kaitlyn Christian |
| Lidzija Marozava  |

| Alicja Rosolska |
| Erin Routliffe  |

| Alicja Rosolska |
| Erin Routliffe  |

| Nicole Melichar-Martinez |
| Ellen Perez              |

| Lucie Hradecká |
| Sania Mirza    |

| Jasmine Paolini  |
| Martina Trevisan |

| Lucie Hradecká |
| Sania Mirza    |

| Kaja Juvan      |
| Tamara Zidanšek |

| Kaja Juvan      |
| Tamara Zidanšek |

| Tessah Andrianjafitrimo |
| Océane Dodin            |

| Lucie Hradecká |
| Sania Mirza    |

| Monica Niculescu    |
| Alison Van Uytvanck |

| Cori Gauff     |
| Jessica Pegula |

| Danielle Collins  |
| Julija Putintseva |

| Monica Niculescu    |
| Alison Van Uytvanck |

| Jelena Rybakina    |
| Ljudmila Samsonova |

| Cori Gauff     |
| Jessica Pegula |

| Cori Gauff     |
| Jessica Pegula |

| Catherine McNally |
| Zhang Shuai       |

| Lucia Bronzetti |
| Julia Lohoff    |

| Catherine McNally |
| Zhang Shuai       |

| Miyu Kato       |
| Aldila Sutjiadi |

| Miyu Kato       |
| Aldila Sutjiadi |

| Tereza Martincová |
| Andrea Petkovic   |

| Catherine McNally |
| Zhang Shuai       |

| Samantha Murray Sharan |
| Heather Watson         |

| Marta Kostjuk       |
| Elena-Gabriela Ruse |

| Madison Brengle |
| Arina Rodionova |

| Samantha Murray Sharan |
| Heather Watson         |

| Marta Kostjuk       |
| Elena-Gabriela Ruse |

| Marta Kostjuk       |
| Elena-Gabriela Ruse |

| Magda Linette |
| Bernarda Pera |

| Asia Muhammad |
| Ena Shibahara |

| Elsa Jacquemot     |
| Séléna Janicijevic |

| Asia Muhammad |
| Ena Shibahara |

| Clara Burel  |
| Chloé Paquet |

| Kristína Kučová     |
| Anastasija Potapova |

| Kristína Kučová     |
| Anastasija Potapova |

| Asia Muhammad |
| Ena Shibahara |

| Irina Bara         |
| Ekaterine Gorgodze |

| Madison Keys    |
| Taylor Townsend |

| Madison Keys    |
| Taylor Townsend |

| Madison Keys    |
| Taylor Townsend |

| Natela Dzalamidze |
| Kamilla Rakhimova |

| Caroline Dolehide |
| Storm Sanders     |

| Caroline Dolehide |
| Storm Sanders     |

| Desirae Krawczyk |
| Demi Schuurs     |

| Nuria Párrizas Díaz |
| Katarzyna Piter     |

| Desirae Krawczyk |
| Demi Schuurs     |

| Katarzyna Kawa    |
| Tereza Mihalíková |

| Maryna Zanevska      |
| Kimberley Zimmermann |

| Maryna Zanevska      |
| Kimberley Zimmermann |

| Maryna Zanevska      |
| Kimberley Zimmermann |

| Latisha Chan    |
| Samantha Stosur |

| Latisha Chan    |
| Samantha Stosur |

| Aleksandra Krunić |
| Aleksandra Panova |

| Latisha Chan    |
| Samantha Stosur |

| Eri Hozumi      |
| Makoto Ninomiya |

| Anna Danilina       |
| Beatriz Haddad Maia |

| Anna Danilina       |
| Beatriz Haddad Maia |

| Ljudmyla Kitjenok |
| Jeļena Ostapenko  |

| Elixane Lechemia |
| Harmony Tan      |

| Ljudmyla Kitjenok |
| Jeļena Ostapenko  |

| Han Xinyun |
| Zhu Lin    |

| Han Xinyun |
| Zhu Lin    |

| Viktória Kužmová   |
| Sabrina Santamaria |

| Ljudmyla Kitjenok |
| Jeļena Ostapenko  |

| Emina Bektas |
| Tara Moore   |

| Gabriela Dabrowski |
| Giuliana Olmos     |

| Belinda Bencic    |
| Anhelina Kalinina |

| Emina Bektas |
| Tara Moore   |

| Anna Blinkova         |
| Aljaksandra Sasnovitj |

| Gabriela Dabrowski |
| Giuliana Olmos     |

| Gabriela Dabrowski |
| Giuliana Olmos     |

| Alexa Guarachi |
| Andreja Klepač |

| Ulrikke Eikeri     |
| Catherine Harrison |

| Ulrikke Eikeri     |
| Catherine Harrison |

| Misaki Doi       |
| Ajla Tomljanović |

| Misaki Doi       |
| Ajla Tomljanović |

| Vivian Heisen |
| Panna Udvardy |

| Misaki Doi       |
| Ajla Tomljanović |

| Caroline Garcia     |
| Kristina Mladenovic |

| Caroline Garcia     |
| Kristina Mladenovic |

| Jekaterina Aleksandrova |
| Laura Siegemund         |

| Caroline Garcia     |
| Kristina Mladenovic |

| Irina-Camelia Begu |
| Camila Osorio      |

| Irina-Camelia Begu |
| Camila Osorio      |

| Shuko Aoyama   |
| Chan Hao-Ching |

| Xu Yifan      |
| Yang Zhaoxuan |

| Estelle Cascino |
| Jessika Ponchet |

| Xu Yifan      |
| Yang Zhaoxuan |

| Nadiia Kitjenok |
| Raluca Olaru    |

| Viktorija Golubic |
| Jil Teichmann     |

| Viktorija Golubic |
| Jil Teichmann     |

| Xu Yifan      |
| Yang Zhaoxuan |

| Olivia Gadecki     |
| C. Kampenaers-Pocz |

| Veronika Kudermetova |
| Elise Mertens        |

| Leylah Fernandez |
| Kirsten Flipkens |

| Leylah Fernandez |
| Kirsten Flipkens |

| Petra Martić  |
| Shelby Rogers |

| Veronika Kudermetova |
| Elise Mertens        |

| Veronika Kudermetova |
| Elise Mertens        |